# Kim Woo-jin
Kim Woo-jin (coreà: 김우진)  (Chungcheongbuk-do, Corea del Sud, 20 de juny de 1992) és un arquer sud-coreà, especialitzat en el Tir amb arc. Ha participat en 3 Olimpíades, guanyant 5 medalles d'or. És l'únic arquer que ha aconseguit guanyar 5 ors olímpics en les diferents proves. A més, ha guanyat 11 medalles (9 d'or) en els Campionats del Món i 4 medalles (3 d'or) en els Jocs Asiàtics.

## Trajectòria professional
| Jocs Olímpics     | Jocs Olímpics    | Jocs Olímpics | Jocs Olímpics  |
| Any               | Seu              | Posició       | Prova          |
| ----------------- | ---------------- | ------------- | -------------- |
| 2016              | Rio de Janeiro   | 2a ronda      | Individual     |
| 2016              | Rio de Janeiro   | 1             | Equips masculí |
| 2020              | Tòquio           | 6a posició    | Individual     |
| 2020              | Tòquio           | 1             | Equips masculí |
| 2024              | París            | 1             | Individual     |
| 2024              | París            | 1             | Equips masculí |
| 2024              | París            | 1             | Equips mixt    |
| Campionat del Món |                  |               |                |
| 2011              | Torí             | 1             | Individual     |
| 2011              | Torí             | 1             | Equips masculí |
| 2015              | Copenhaguen      | 1             | Individual     |
| 2015              | Copenhaguen      | 1             | Equips masculí |
| 2017              | Ciutat de Mèxic  | 8a posició    | Individual     |
| 2017              | Ciutat de Mèxic  | 3             | Equips masculí |
| 2019              | 's-Hertogenbosch | 1/8 final     | Individual     |
| 2019              | 's-Hertogenbosch | 3             | Equips mixt    |
| 2021              | Yankton          | 1             | Individual     |
| 2021              | Yankton          | 1             | Equips masculí |
| 2021              | Yankton          | 1             | Equips mixt    |
| 2023              | Berlín           | 1/8 final     | Individual     |
| 2023              | Berlín           | 1             | Equips masculí |
| 2023              | Berlín           | 1             | Equips mixt    |
| Jocs Asiàtics     |                  |               |                |
| 2010              | Canton           | 1             | Individual     |
| 2010              | Canton           | 1             | Individual     |
| 2018              | Jakarta          | 1             | Individual     |
| 2018              | Jakarta          | 2             | Equips masculí |
| 2018              | Jakarta          | 1/4 finsl     | Equips mixt    |